# Lanius marwitzi
A Lanius marwitzi a madarak osztályának verébalakúak (Passeriformes) rendjén belül a gébicsfélék (Laniidae) családjába tartozó faj.

## Előfordulása
Tanzánia területén honos.

## Külső hivatkozások
- Képek az interneten a fajról
- Internet Bird Collection